# Danil Gushchin
Danil Gushchin (Yekaterinburgo, Rusia, 6 de febrero de 2002) es un jugador profesional ruso de hockey sobre hielo que se desempeña en la posición de extremo izquierdo en San Jose Sharks, equipo de la National Hockey League (NHL).

## Carrera
Fue seleccionado en la tercera ronda en la NHL Entry Draft de 2020. En 2022 hizo su debut profesional con el equipo San Jose Sharks, donde lleva jugando dos temporadas.